# Niviventer confucianus
Niviventer confucianus là một loài động vật có vú trong họ Chuột, bộ Gặm nhấm. Loài này được Milne-Edwards mô tả năm 1871.